# Corrinoidi

La struttura dei corrinoidi numerata secondo lo IUPAC del 1975: si noti che, a differenza della porfirina, è assente l'atomo in posizione 20. In precedenza le posizioni 21-24 erano chiamate 20-23

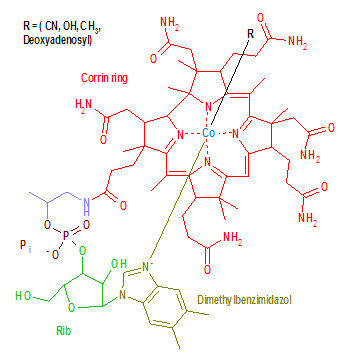
La vitamina B12

I corrinoidi sono un gruppo di composti che hanno come base una molecola di corrina: una molecola ciclica simile per struttura alla porfirina, la quale è formata da quattro anelli pirrolici. Allo stesso gruppo appartengono le molecole le cui strutture sono basate sul corrolo.
Tra i più celebri composti appartenenti a questo gruppo spiccano le cobalamine (vitamina B12). Tra gli altri composti conosciuti un esempio è l'acido coburinovico.